# Tektit
Tektit (iz grške besede tektos, kar pomeni taljen) je telo iz naravnega stekla zemeljskega izvora, ki je nastalo pri padcu meteorita na površino Zemlje. Steklena telesa tektitov so velika do nekaj centimetrov. Tektiti imajo zelo malo vode, imajo je povprečno samo 0,005 %. To je zelo nenavadno, ker so vsi kraterji, ki so nastali ob padcu meteorita, bili v času padca pod vodo. Našli so tudi delno staljeni cirkonij. To kaže na to, da so tektiti nastali pri izjemno velikih temperaturah in tlakih, ki jih normalno ne najdemo na Zemlji.

Tektite smatramo za telesa, ki so nastala iz zemeljskega materiala in ne za zunajzemeljsko snov. Pri padcu meteoritov jih je vrglo tudi nekaj sto kilometrov daleč kjer so se strdili kot steklo. Po barvi so črni ali zeleno prozorni. Po obliki so aerodinamično okrogli, kot ploščice, kaplje ali podolgovate in celo nepravilnih oblik. Večina najdišč je povezanih s kraterji.

Tektite delimo v več skupin, ki jih ločimo med seboj po področjih na katerih so razpršeni:
- Evropsko področje vsebuje tektite, ki so stari od 14,3 do 14,5 milijona let
  - moldaviti (najdišča Češka, Avstrija in Nemčija) imajo zelenkasto barvo
- Avstralsko področje je največje, saj obsega 10 % površine Zemlje. Niso pa še našli kraterja, ki bi mu pripadal. Vsebuje meteorite, ki so stari samo 0,7 milijona let.
  - avstraliti (najdišča v Avstraliji) so temni, večinoma črni
  - indokiniti (najdišča jugovzhodna Azija) so temni, večinoma črni
  - kiniti (najdišča Ljudska republika Kitajska) so črni
- Severnoameriško področje pripada kraterju Chesapeak-Bay, starost 34 milijona let
  - bediasiti (najdišča ZDA v Teksasu) so črni
  - georgiaiti (najdišča ZDA v Georgiji) so zelenkasti
- Področje Slonokoščene obale (Gana pripada kraterju Bosumtwi, starost 1 milijon let.
  - ivoriti (najdišča Slonokoščena obala) so črni.

- J. Baier: Die Auswurfprodukte des Ries-Impakts, Deutschland, in Documenta Naturae, Vol. 162, München, 2007. ISBN 978-3-86544-162-1